# نيحا (زحلة)
نيحا هي قرية وبلدية لبنانية  تابعة لقضاء زحلة في محافظة البقاع. تبعد حوالي 8 كـم (5.0 ميل) شمال مدينة زحلة. وتشتهر بآثارها الرومانية في أطرافها، وعلى وجه الخصوص معبدين رومانيين سفليين يعود تاريخهما إلى القرن الأول الميلادي.

## التسمية
اسم نيحا تستخدمه أربع بلدات أو قرى لبنانية: نيحا في قضاء زحلة في البقاع ؛ نيحا في البترون؛ نيحا في صور و نيحا في  قضاء الشوف. وكلمة نيحا سريانية وهي تعني المستريحة، وتدل على المكان طابع الهدوء والسكينة

## الجغرافيا والمناخ

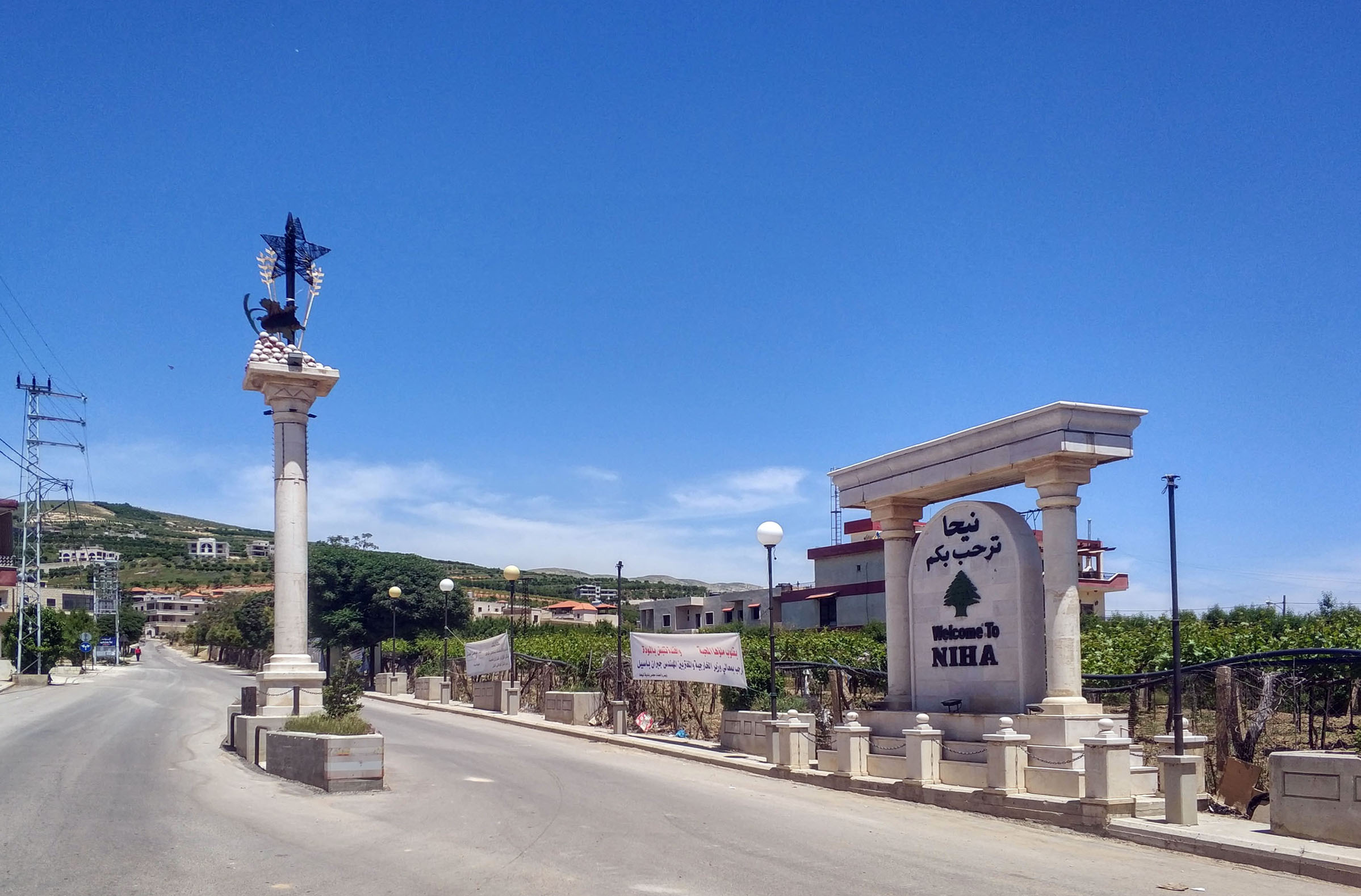
نيحا

تقع القرية على بعد حوالي 65 كيلومتر شرق العاصمة اللبنانية بيروت قبالة الطريق الرئيسي المؤدي إلى بعلبك. وتبعد 8 كيلومتر شمال مدينة زحلة وحوالي 2 كيلومترشمال شرق مدينة أبلح . تقع القرية في وادٍ صغير على ارتفاع متوسط يبلغ 1,100 م (3,600 قدم) . وهي محاطة بالتلال سريعة الارتفاع مع منحدرات عمودية تبلغ 150 م (490 قدم) . يضيق الوادي ويرتفع إلى منطقة نيحا الخلفية والمعروفة أيضًا باسم "الحصن" على ارتفاع تقريبي يبلغ 1,350 م (4,430 قدم) . وتستمر الجبال في الارتفاع على بعد حوالي عشرة كيلومترات لتصل إلى قمة جبل صنين على 2,628 م (8,622 قدم).
تحدها من الغرب جبال جبل لبنان الشاهقة وقمة جبل صنين، ومن الشمال قرية تمنين، ومن الجنوب قرى نبي أيلا والفرزول، وشرقاً عبلة وسهول البقاع الخصبة. مناخ نيحا جاف ومعتدل. يبلغ متوسط درجات الحرارة 27 درجة مئوية في موسم الصيف الجاف، مع موجات حارة عرضية يمكن أن تصل إلى 40 درجة مئوية. الشتاء بارد ويميل إلى أن يكون رطبًا. سقوط الأمطار السنوي حوالي 500 مـم (20 بوصة) وتساقط الثلوج يمكن أن يصل إلى 1 م (3.3 قدم) . يبلغ متوسط درجات الحرارة في الشتاء 5 درجات مئوية ولكنها تنخفض أحيانًا إلى ناقص 10 درجة مئوية.
تظهر المناظر الطبيعية مُبيضة على الارتفاع المنخفض من مسافة بعيدة حيث أن الحجر الجيري هو السائد في التربة. تجعل التربة الحمراء الممزوجة بالحجر الجيري الأرض خصبة للزراعة المهيمنة على اقتصاد البلدة (واقتصاد وادي البقاع). المناخ المعتدل والجاف والارتفاع العالي يجعل البلدة مناسبة لزراعة مجموعة متنوعة من الفواكه. وتنتشر بساتين العنب والكرز واللوز والتفاح على التلال المدرجات. تنتج البلدة كما بقية البقاع الجزء الأكبر من الفاكهة في لبنان وتصدر كميات كبيرة إلى الدول العربية.

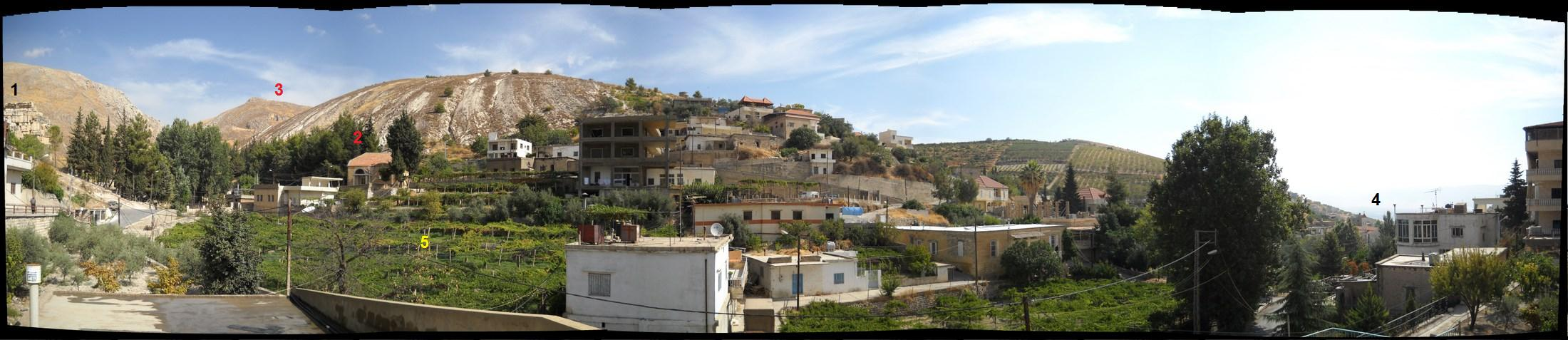
صورة بانورامية لمدينة نيحا في زحلة. ولا يكاد يرى المعبد الكبير السفلي في البلدة في أقصى اليسار (1). ويظهر السقف الأحمر لكنيسة النبي إلياس في حوالي ربع الصورة من اليسار (2). ويمكن رؤية المحاجر الرومانية القديمة على مسافة (3) في الطريق إلى حصن نيحا. رياق وسهل البقاع في أقصى اليمين (4). كما تظهر بعض كروم العنب الموجودة في البلدة (5).

تحصل نيحا على مياهها الأساسية من المياه الجوفية بالإضافة إلى عدة ينابيع في التلال فوق البلدة. يمنح ذوبان الثلج الذي يُرشح من خلال الحجر الجيري المياه نضارة جذابة مع طعم الكالسيت الخفيف. ومن المقرر إنشاء محطة جديدة لمعالجة مياه الصرف الصحي في عام 2009 بمساعدة الوكالة الأمريكية للتنمية الدولية لقرى نيحا وأبلح والنبي أيلا.

## التاريخ
كانت لبلدة نيحا أهمية كبيرة في عهد الإمبراطورية الرومانية حيث بُنيت بعض المعابد في حصن نيحا. لقد كان جزءًا من أوغست باخوس [الإنجليزية].
حلت المسيحية محل الوثنية في القرن الثاني وبقيت منذ ذلك الحين حاضرة في المنطقة حتى الآن مع تطور المارونية.
تشير سجلات الضرائب العثمانية من 1533 إلى 1548 إلى أن البلدة كانت تضم 51 أسرة، جميعهم من المسلمين.
شهد القرن التاسع عشر هجرة العائلات المسيحية من جبل لبنان (خاصة كسروان والمتن) إلى البقاع. وتشير السجلات المتقطعة إلى أن العشائر الشيعية والمسيحية توصلت إلى اتفاق في القرن التاسع عشر لتبادل الأراضي. وتبادل مسيحيو تمنين الأراضي مع سكان نيحا الشيعة، فأصبحت تمنين بلدة ذات أغلبية شيعية، وأصبحت نيحا بلدة ذات أغلبية مسيحية.

## علم الآثار

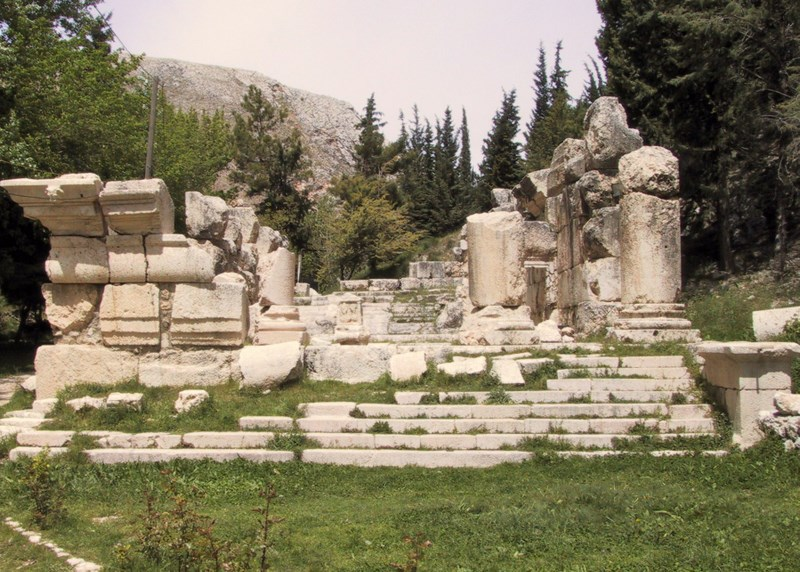
المعبد الصغير السفلي

نيحا هي موطن لأربعة معابد رومانية تم بناؤها بين القرن الأول والثالث الميلادي. يقع المعبدان السفليان على أطراف البلدة، بينما يقع المعبدان العلويان على بعد  حوالي 2 كيلومتراً أعلى البلدة فيما يعرف بحصن نيحا.
بُني أول وأصغر معبد روماني في القرن الأول الميلادي. عندما يدخل المرء من البوابة الواقعة على حافة البلدة إلى الحديقة الأثرية التي تديرها دائرة الآثار، يظهر المعبد الصغير السفلي أولاً وأمامه مباشرة على يمين الخور. خُصص المعبد للإلهة أترعتا، حورية البحر الفينيقية السورية، وقرينها الإله هادارانيس. هدارانيس هو الاسم المحلي لهدد، إله الرعد والبرق والمطر. أتارجاتيس هي إلهة الخصوبة. وتمتد قناة مائية صغيرة عبر منصة المعبد مما أدى إلى الاعتقاد بأن طقوس تنقية المياه كانت تتم في المعبد. مدخل المعبد مواجه للجنوب. يتكون من درج يؤدي إلى رواق به أربعة أعمدة ذات تيجان على الطراز الأيوني. يمكن الوصول إلى السيلا، أو المساحة المركزية للمعبد، من خلال ثلاثة أبواب في أعلى الدرج، الوصول إلى الأديتوم [الإنجليزية] المقيد عن طريق درج من تسع درجات في نهاية السيلا. كان تمثال الإله أو الإلهة موجودًا داخل الأديتوم ولم يكن في العادة في متناول الجمهور. بالإضافة إلى قناة المياه التي تجري عبر المنصة وحولها، هناك أيضًا قناة مائية أصغر تمتد من قاعدة تمثال الإله أو الإلهة في الأديتوم نزولاً إلى مركز السيلا. اكتشف علماء الآثار في بقايا هذا المعبد  حجرا عليه نقش يذكر "نبية عذراء" اسمها هوخميا. كانت هوخميا كاهنة هدد وأترعتا. لقد كرست نفسها لهذين الإلهين وانقطعت عن العالم. ويقول النقش الحجري: «بأمر من الإله توقفت عن أكل الخبز لمدة 20 عاما وعاشت 100 عام». أزال  علماء الآثار هذا الحجر ولم يعد موجودا في موقع المعبد. ويبدو أن هذا المعبد الصغير كان يُستخدم للعبادة العامة، مما سمح للجميع بالمشاركة في طقوس التطهير.

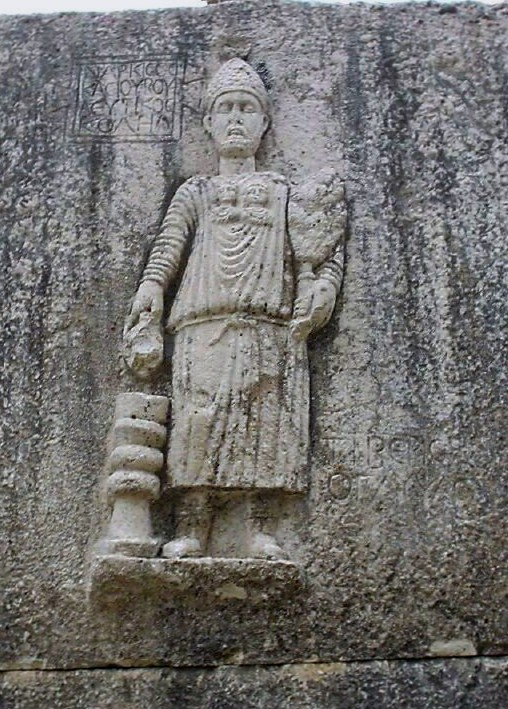
تمثال الكاهن عند مدخل المعبد الكبير السفلي

مقابل الخور يقع المعبد الكبير الذي أجرت الحكومة اللبنانية أعمال ترميم شاملة في الخمسينيات. يبلغ ارتفاع المعبد حوالي 20 مترًا، شُيد المعبد خلال القرنين الثاني والثالث الميلاديين، ويبدو أنه كان يُستخدم لعبادة غامضة انتشرت خلال تلك الحقبة، على غرار معبد باخوس في بعلبك. كُرس المعبد أيضًا للإله هادارانيس والإلهة أترعتا، بالإضافة إلى إله شاب لعب دور ابنهما. مدخل المعبد يواجه الشرق. بُني  فوق منصة كبيرة ويمكن الوصول إليه من خلال درج من ثلاثة أجزاء يؤدي إلى رواق بأربعة أعمدة ذات تيجان على الطراز الكورنثي. يتميز الجانب الأيسر للدرج بنقش بارز يُصوِّر كاهنًا وعلى صدره أيقونتان تُمثِّلان إلهًا وإلهة. يرتدي قبعة محفور عليها هلال، ويحمل في يده اليسرى رشاش ماء الزهر وكوب في يده اليمنى يصب الماء المقدس على مذبح صغير.
يوجد على عتبة باب المعبد العملاق نسر بأجنحة منتشرة محفورة عليه. وهذا النسر يشبه النسر المنقوش على عتبة معبد باخوس في بعلبك. ومع ذلك، فإن نحت نيحا مختلف قليلاً، لأن النسر يحمل تاجًا زهريًا في أحد مخالبه وسعفة نخيل في الآخر. على الجانب الأيمن من العتبة، نجد نقشًا بارزًا يُصوِّر صبيًا عاريًا مجنحًا يحمل سعفة نخيل في يده اليسرى. بجانب الصبي نحت لإلهة النصر المجنحة تحمل ورقة نخيل في يدها اليسرى وتاج في يدها اليمنى، وترفع التاج نحو رأس الصبي. يحتوي الجانب الأيسر من العتبة على نقش منحوت يمثل نفس إلهة النصر ونفس العناصر في يديها. يبدو أن المنحوتات هذه مرتبطة بالطقوس الغامضة التي كانت تجرى داخل المعبد، والتي كانت تتعلق بمواضيع مثل الولادة والنمو والموت، والأمل في الحياة الآخرة.
يتكون الجزء الداخلي للمعبد الكبير من جزأين: السيلا، حيث كان يتجمع الناس، والأديتون [الإنجليزية] المرتفع، والذي يمكن الوصول إليه عن طريق درج. وكان الأديتوم يستخدم لحمل تمثال الإله أو الإلهة. يوجد تحت الأديتوم المرتفع سرداب يحتوي على العناصر المستخدمة أثناء احتفالات وطقوس المعبد. زُيّن المدخل المؤدي إلى القبو بنقش بارز يمثل كاهنًا يسكب الماء المقدس على المذبح. وبجانبه امرأة تحمل شيئًا غير محدد في يدها اليمنى. على اليسار، يمثل النقش البارز صبيًا مجنحًا يركب فوق خروف أو ثور.

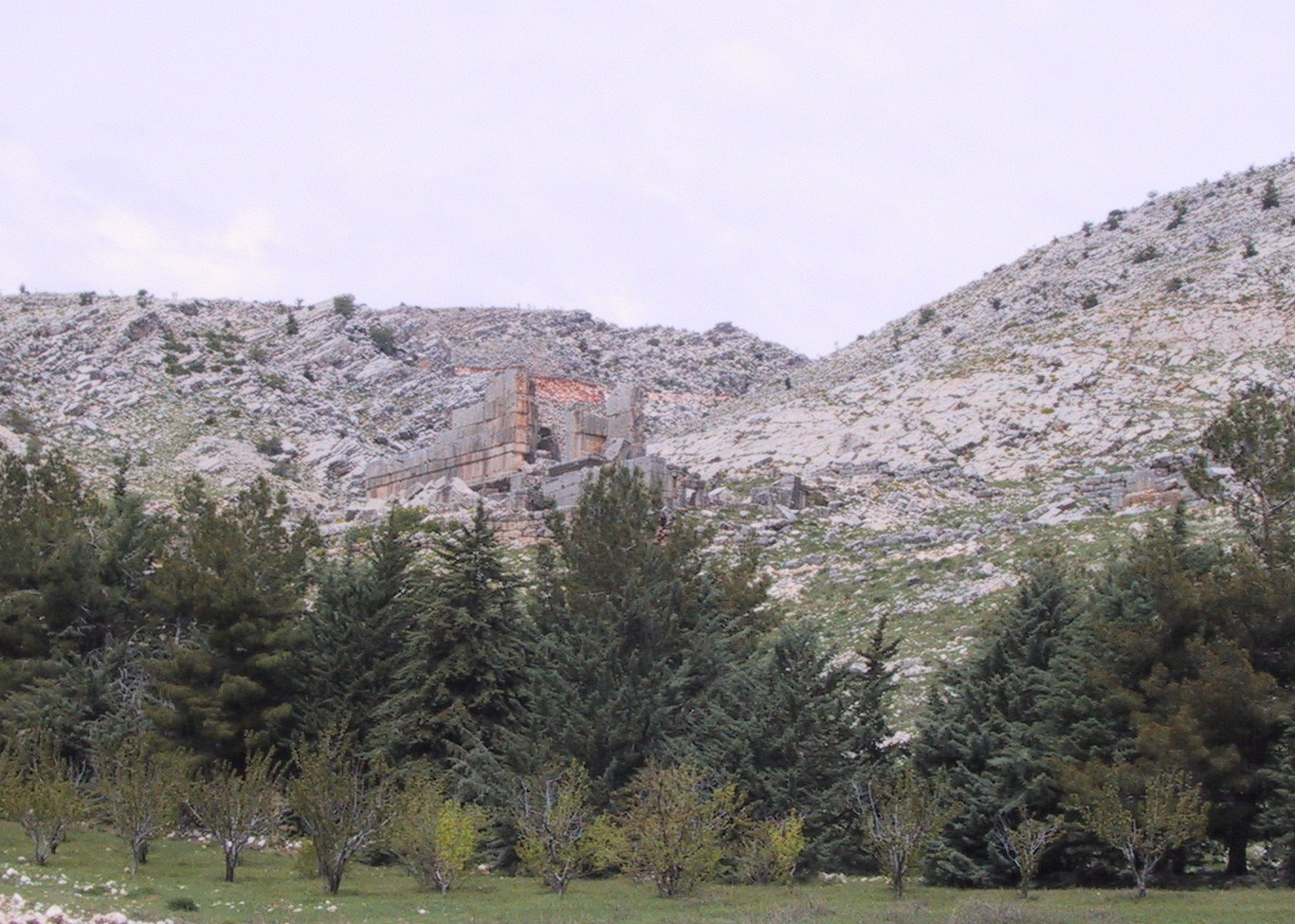
المعبد الروماني الكبير العلوي في حصن نيحا

يتجه معبد نيحا الصغير من الشمال إلى الجنوب، بينما يتجه المعبد الكبير من الشرق إلى الغرب. أثناء التنقيب في الموقع، اكتشف مصلى أمام المعبد الصغير. كان للمصلى مذبح يمثل الإلهة نيحا، محاطًا بعدد من اللوحات المنحوتة على الطراز المحلي (وليس على الطراز الروماني). وسبب تعامد المعبدين هو وجود هذا المذبح الضخم الذي كان يقع أمام المعبد الصغير والذي كان يستخدم قاعدةً لتوجيه المعبد الكبير.
بُني معبدين رومانيين آخرين في الحصن، وهما يبعدان حوالي 2 كيلومترًا عن المعبدين السابق ذكرهما. يتواجد هذا الموقع على ارتفاع يبلغ 1,400 مترًا، وهو صعب الوصول إليه عبر الطريق. لم تُجرى أعمال ترميم على هذين المعبدين. تشير الأدلة المعمارية الموجودة في الموقع إلى أنه حُوّل إلى حصن صغير خلال فترة العصور الوسطى، ومن هنا جاء اسم الحصن. بُني  المعبد الكبير العلوي على منصة تواجه الشرق، ويتكون من رواق بأربعة أعمدة، يؤدي إلى قاعة، ثم إلى قاعة مرتفعة. اليوم، يُحفظ موقع المعبد بشكل جيد إلى حد معقول - فمعظم جدرانه سليمة، ولكن أعمدته لم تعد قائمة. دُمرت  المذبح الموجود أمام المعبد ببناء البازيليكا البيزنطية عليه. تتكون البازيليكا من ثلاث صحون وحنية نصف دائرية في طرفها الشرقي. لا تزال الأجزاء السفلية من جدران البازيليكا مرئية حتى اليوم. يفتح المعبد الصغير الثاني إلى الجنوب ويُمكن الوصول إليه عبر درج مدمر بالكامل تقريبًا اليوم. ويؤدي الدرج إلى رواق ذي عمودين، ثم إلى حجرة صغيرة في نهايتها كوة صغيرة، كانت تحمل تمثال الإله أو الإلهة.

## السكان الحاليون

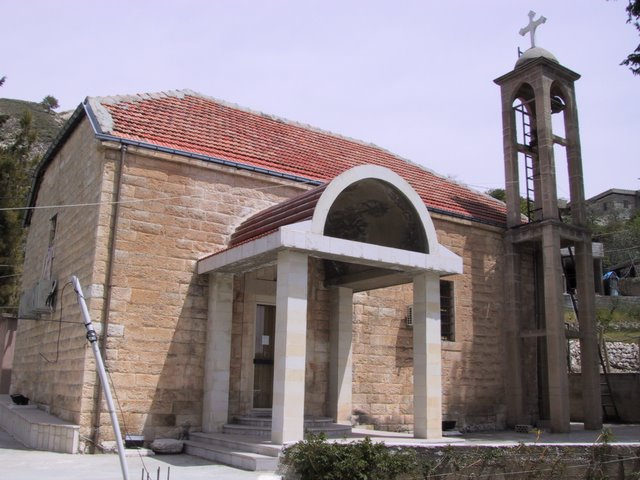
كنيسة النبي إيليا

من الشائع في لبنان أن يعود جميع الناخبين إلى قريتهم المزعومة من أجل الاقتراع بغض النظر عن مكان إقامتهم في البلاد. وتقول بلدية نيحا إن هناك 1260 ناخبًا مسجلاً في البلدة، وحوالي 1000 من المقيمين الدائمين في البلدة. ومن بين أكثر من 2000 شخص يعتبرون أن نيحا هي مسقط رأسهم ولكنهم يقيمون في أماكن أخرى، هناك ما يقرب من 400 يقيمون خارج لبنان. يتضخم عدد سكان الصيف بشكل كبير حيث يتدفق المصطافون الذين لديهم روابط عائلية بالبلدة إلى البلدة من الساحل اللبناني أو من الخارج (بما في ذلك الولايات المتحدة أو كندا أو الاتحاد الأوروبي أو البرازيل أو الأرجنتين أو أستراليا ). يتكون السكان من عدة ألقاب عائلية أبرزها معلوف، أيوب، رميلي، فخري، هراوي، نجار، كرباج، رباح. وابو ديه وحرب  وغانم  وزيادة وعلام  وشرف الدين. تعيش العائلات معًا في سلام ووئام، وتقدم لبعضها البعض المساعدة التي تتميز بها المجتمعات القروية المتماسكة. سكان البلدة هم إلى حد كبير من المسيحيين، وينقسمون بين المسيحيين الموارنة والمسيحيين الأرثوذكس اليونانيين، مع عدد قليل من العائلات التي تتبع الإسلام الشيعي. لقد تعايشت جميع الأديان بسلام في البلدة دون تسجيل أي حوادث عنف بسبب الاختلافات الدينية. بُنيت كنيسة النبي إلياس (مار إلياس) قرابة 1880م وتخدم القرويين من طائفة الروم الأرثوذكس. تخدم كنيسة القديس أنطونيوس (مار أنطونيوس) الموارنة في البلدة.
حتى ستينيات القرن الماضي، كان السكان يرتدون الأزياء اللبنانية التقليدية، ولا سيما ملابس الشروال الرجالية التي تتميز بالسراويل الفضفاضة وأغطية الرأس، أو الغامباز، وهو ثوب طويل يرتديه كلا الجنسين. مع تحديث السكان وانتشار التعليم على نطاق واسع، أصبحت الملابس الغربية هي القاعدة. تُرتدى الفساتين التقليدية اليوم فقط خلال الاحتفالات.
المحرك الاقتصادي الأساسي للقرية هو الزراعة. تشمل منتجات البلدة العنب والتفاح والكرز واللوز، والتي تُنقل بعد ذلك إلى زحلة وبيروت أو تُصدّر إلى الدول العربية. وعلى الرغم من توفر وسائل الراحة الحديثة مثل الهواتف في البلدة، إلا أن السكان ما زالوا يعيشون بممارسات عمرها قرن من الزمان مثل تخزين الإمدادات الغذائية لموسم الشتاء. خلال فصل الصيف، يُرى القرويون مشغولون بإعداد الكشك وهو طبق مسحوق خاص مصنوع من القمح المطحون والزبادي. العرق هو أيضًا أحد تخصصات البلدة خاصة باستخدام العنب المزروع محليًا.
في حين كانت الأمية شائعة في بداية القرن العشرين، فإن معدل معرفة القراءة والكتابة اليوم مرتفع للغاية، ومن المحتمل أن يكون أعلى من متوسط معدل معرفة القراءة والكتابة في لبنان. البلدة هي موطن لمدرسة التعليم الثانوي (ثانوية نيحا) وتفتخر بوجود عدد كبير من خريجي الجامعات بما في ذلك الأطباء والمهندسين والعلماء والمدرسين.

## الأحداث الموسيقية
ترعى بلدية البلدة بالتعاون مع وزارة السياحة المهرجان الدولي السنوي للموسيقى في نيحا، والذي يغطي الموسيقى الكلاسيكية الغربية والعربية.

## معرض صور

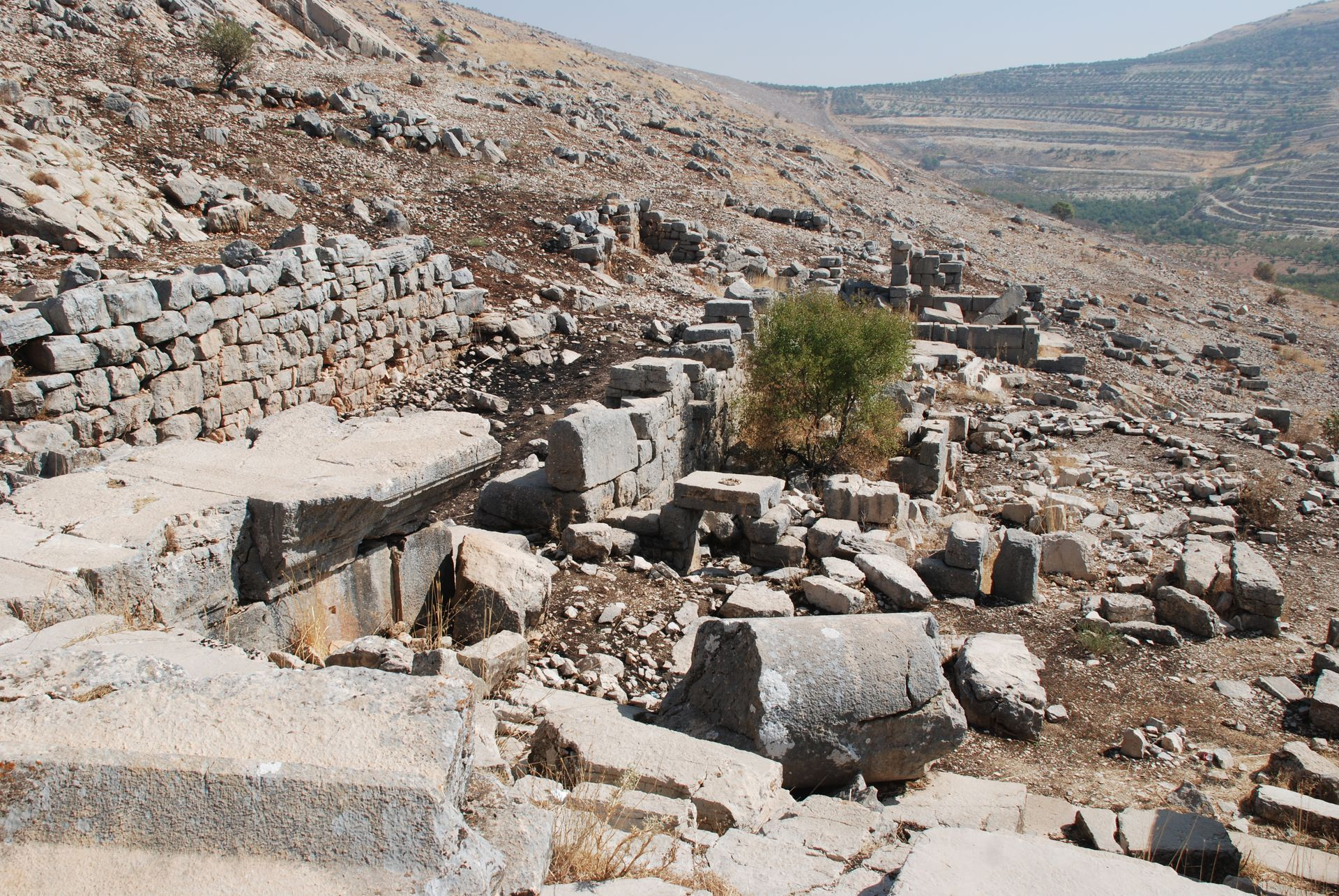
معبد حصن نيحا الروماني، لبنان
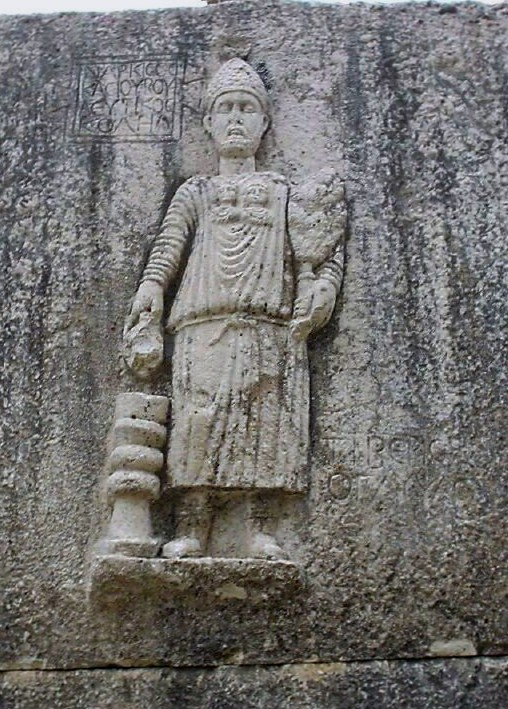
تمثال الكاهن عند مدخل المعبد الكبير السفلي
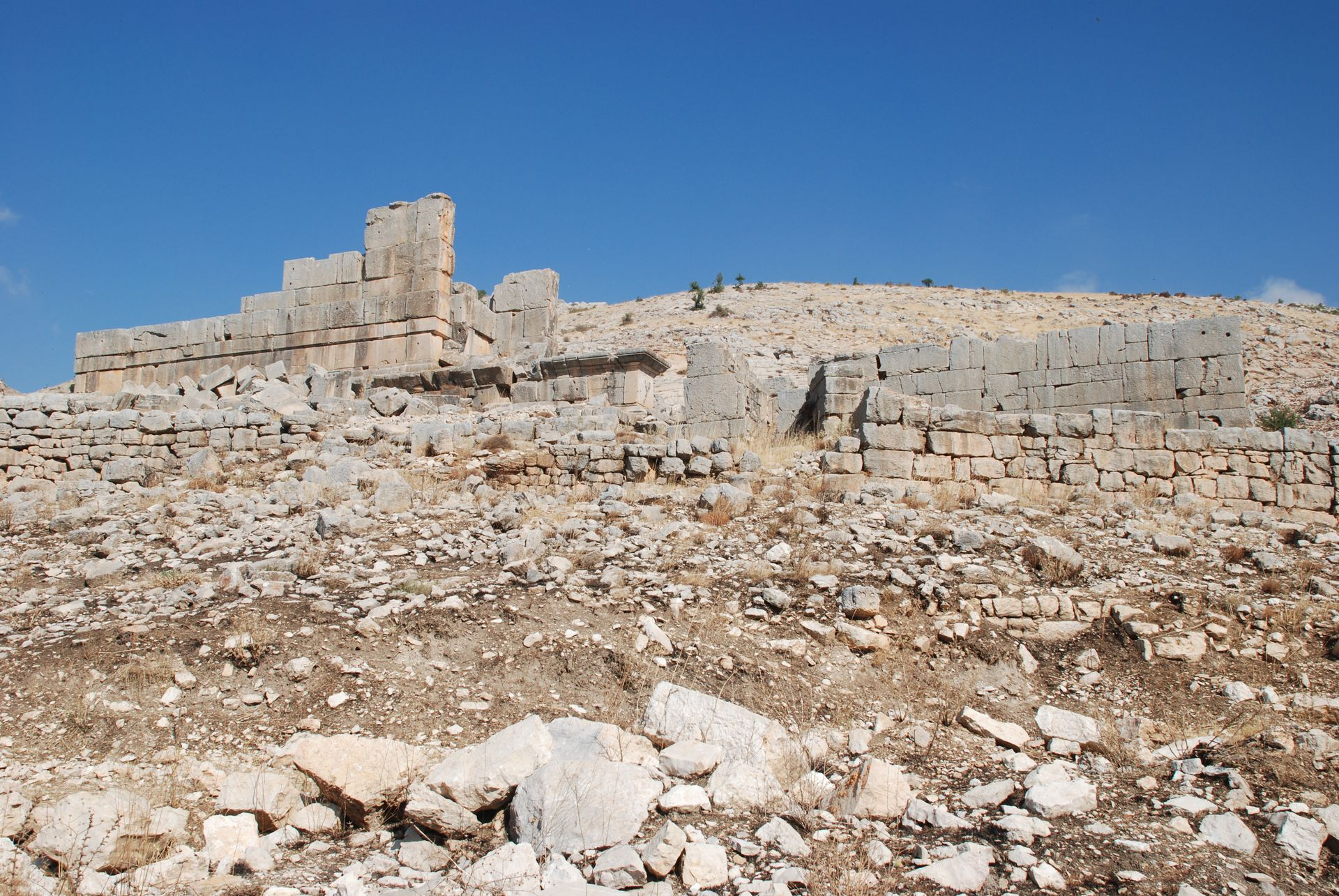
معبد حصن نيحا الروماني، لبنان
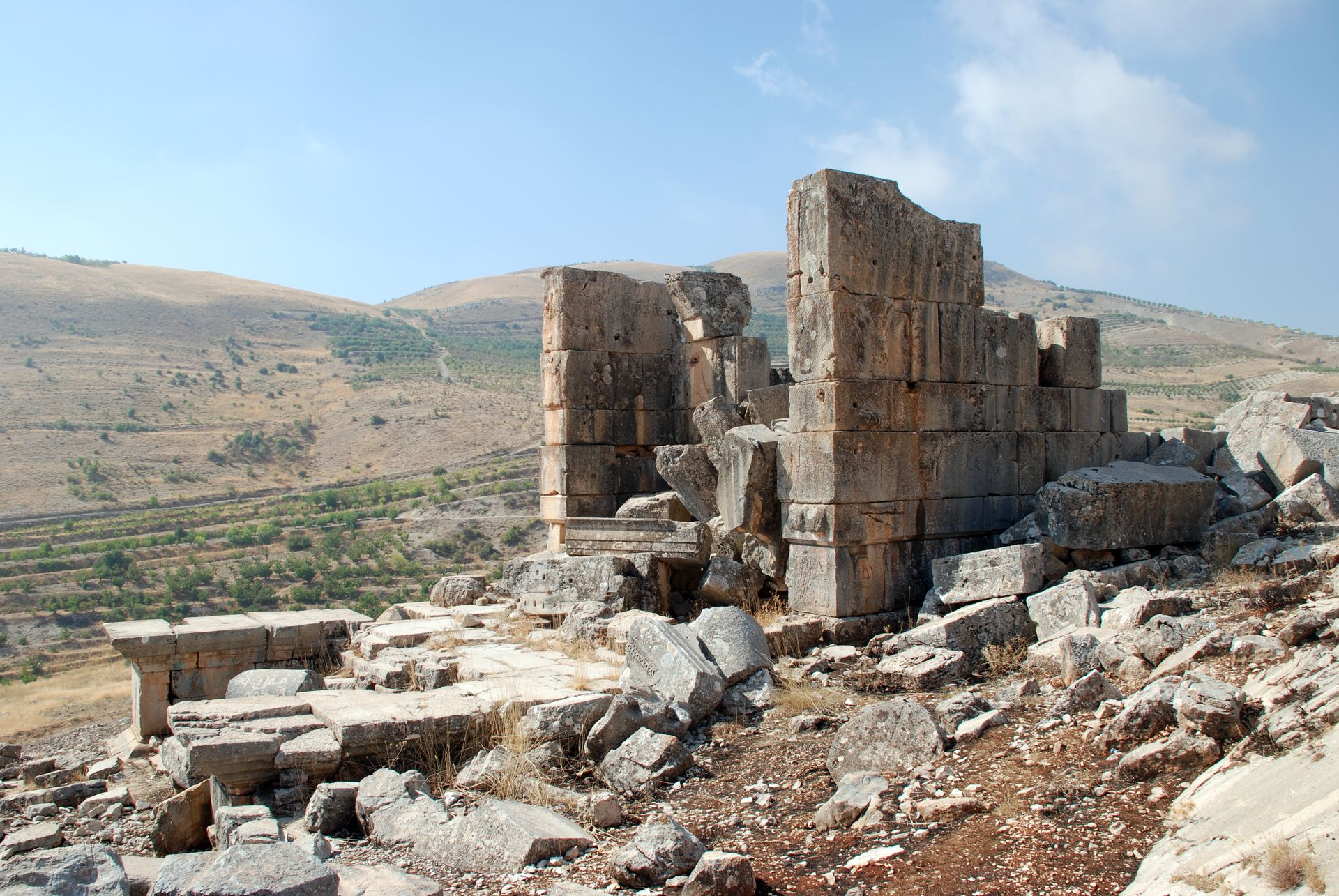
معبد حصن نيحا الروماني، لبنان
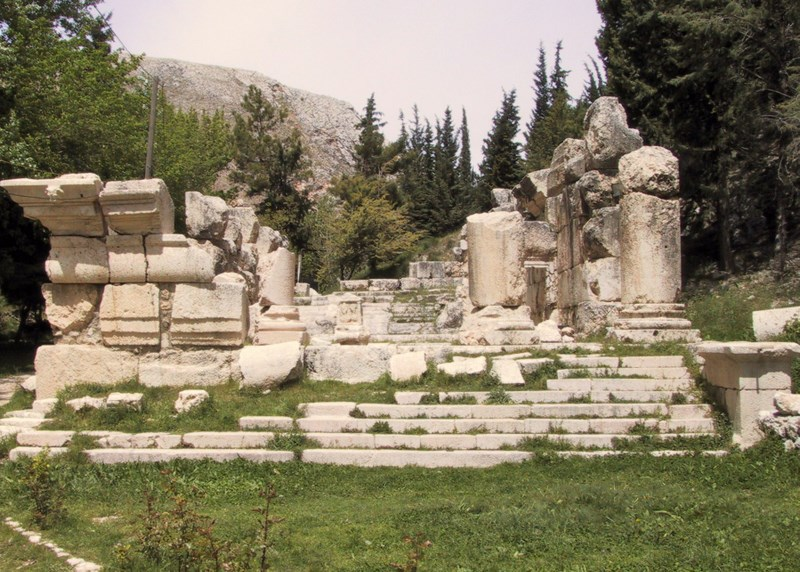
معبد سفلي صغير في نيحا، لبنان
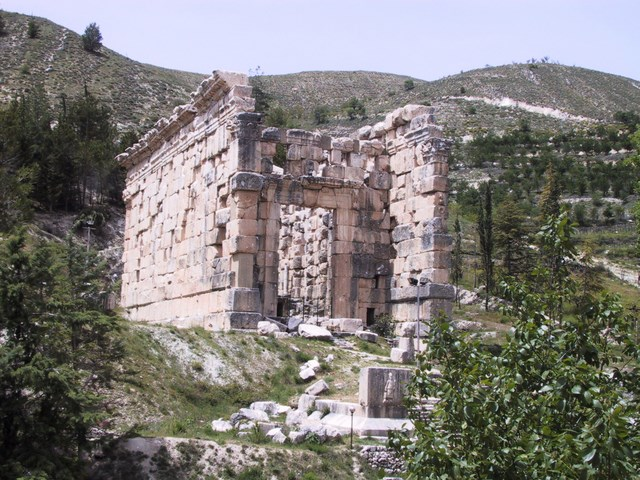
المعبد الروماني في نيحا، لبنان
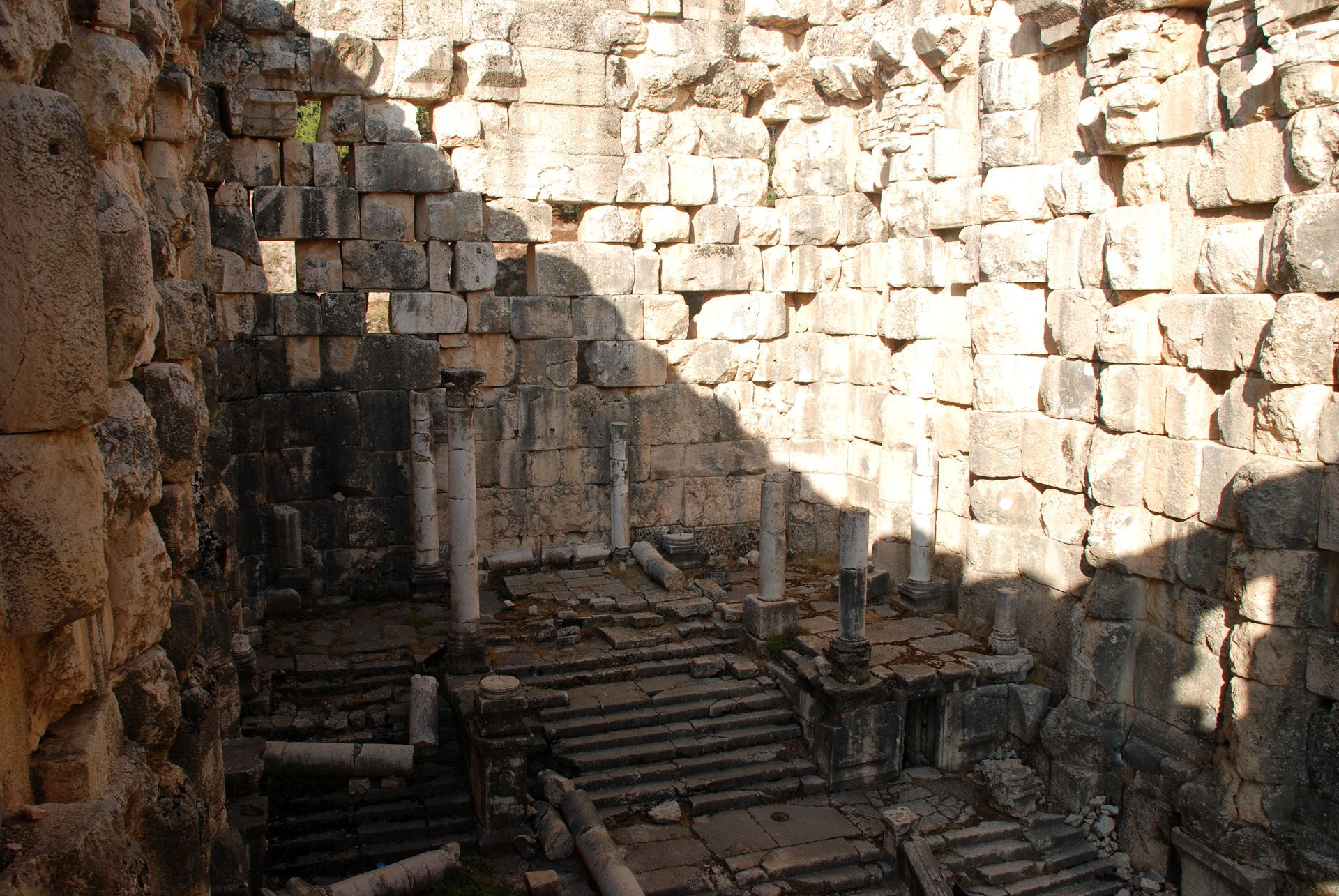
سيلا وأثار أديتون للمعبد الكبير